# Drosophila gani
Drosophila gani este o specie de muște din genul Drosophila, familia Drosophilidae, descrisă de Liang și Zhang în anul 1990. Conform Catalogue of Life specia Drosophila gani nu are subspecii cunoscute.